# أليشا ستولينغز
أليشا إليزابيث ستولينغز (مواليد 2 تموز (يوليو) 1968) هي شاعرة ومترجمة أمريكية. حصلت على لقب زميل ماك آرثر عام 2011.
ولدت أليشا ونشأت في ديكاتور (جورجيا) ودرست الأدب الكلاسيكي في جامعة جورجيا، حيث حصلت على بكالوريوس آداب عام 1990، وجامعة أوكسفورد حيث حصلت على درجة الماجستير في دراسات الأدب اللاتيني عام 1991. وهي محررة في مجلة «أنتلانتا ريفيو». عام 1999، انتقلت إلى أثينا في اليونان ولا زالت تعيش فيها منذ ذلك الحين، حيث تعمل مديرة لبرنامج الشعر في مركز أثينا.

## أعمالها
تعمل مديرة لبرنامج الشعر في مركز أثينا. تزوجت من جون ساروبولوس وهو رئيس تحرير أخبار أثينا.
تساهم أليشا بشكل متكرر بقصائد ومقالات في «مجلة الشعر». كما نشرت ثلاثة كتب من الشعر الأصلي هي:
- ابتسامة قديمة Archaic Smile - 1999
- هاباكس Hapax - 2006
- زيتون "Olives" - 2012

عام 2007، نشرت ترجمة لأشعار لوكريتيوس (طبيعة الأشياء).
تستخدم أليشا في أشعارها الأشكال التقليدية وارتبطت بالشكلية الجديدة.

## الجوائز
حازت مجموعتها الشعرية الأولى "ابتسامة قديمة" على جائزة ريتشارد ويلبر عام 1999، ووصلت إلى الدور النهائي في مسابقة الشعراء اليافعون في سلسلة ييل وجائزة والت ويتمان. أما مجموعتها الثانية "هاباكس Hapax (2006) فقد حصلت على جائزة الشعراء عام 2008. ونشرت قصائدها في سلسلة أفضل شعر أمريكي والتي اشتملت نصوصاً أدبية من الفترة 1994 حتى 2000. حصلت أيضاً على جائزة بوشكارت وغيرها. عام 2010، حصلت على جائزة ويليس برانستون في الترجمة. عام 2011، فازت بزمالة غوغنهايم، واستلمت زمالة مؤسسة ماك آرثر كما سميت زميل فناني الولايات المتحدة. عام 2012، وصل كتابها "الزيتون" إلى الدور النهائي في مسابقة جائزة نقاد الكتاب الوطني.

## إصدارات
- ابتسامة قديمة. (مطبعة جامعة إيفانسفيل، 1999). ISBN 0-930982-52-5
- Hapax. (TriQuarterly, 2006). ISBN 0-8101-5171-5
- طبيعة الأشياء. (بينغوين، 2007). ترجمة أشعار لوكريتوس، De Rerum Natura. (ردمك 978-0-14-044796-5)
- تبادل الكلمات: ترجمة قصائد أنجلوسكسونية. Eds. Greg Delanty and Michael Matto. (W. W. Norton & Company, 2010). (ردمك 978-0-393-07901-2)
- زيتون. (TriQuarterly, 2012). (ردمك 978-0-81015-226-7)

## وصلات خارجية
- (أرشفة 2009-10-23)
- Athens Centre 2009 Poetry Workshop webpage
- Poems by A.E. Stallings and biography at PoetryFoundation.org
- "A.E. Stallings Interviewed by Edward Byrne". Valpraiso Poetry Review. ج. XII رقم  1. Fall/Winter 2010-2011. مؤرشف من الأصل في 2016-08-18. {{استشهاد بخبر}}: تحقق من التاريخ في: |تاريخ= (مساعدة)